# کاشای
کاشای (به صربی: Kašalj) یک منطقهٔ مسکونی در صربستان است که در نووی پازار واقع شده‌است. کاشای ۸٫۰۱ کیلومتر مربع مساحت و ۱۹ نفر جمعیت دارد و ۱٬۰۹۰ متر بالاتر از سطح دریا واقع شده‌است.